# NGC 1291
NGC 1291 est une galaxie lenticulaire barrée et entourée d'un anneau. Elle est située dans la constellation de l'Éridan. Elle a été découverte par l'astronome  écossais en 1826. Cette galaxie a aussi été observée par l'astronome britannique John Herschel le 1er novembre 1836 et elle a été ajoutée plus tard au catalogue NGC sous la désignation NGC 1269.

## Caractéristiques
NGC 1291 présente une large raie HI. Elle renferme également des régions d'hydrogène ionisé.

### Distance
Sa vitesse par rapport au fond diffus cosmologique est de 736 ± 7 km/s, ce qui correspond à une distance de Hubble de 10,85 ± 0,77 Mpc (∼35,4 millions d'al).
À ce jour, six mesures non basées sur le décalage vers le rouge (redshift) donnent une distance de 4,395 ± 4,039 Mpc (∼14,3 millions d'al), ce qui est à l'extérieur des valeurs de la distance de Hubble. Comme cette galaxie est relativement rapprochée du Groupe local, cette valeur est sans doute plus près de sa distance réelle.

### Morphologie
NGC 1291 a été utilisée par Gérard de Vaucouleurs comme une galaxie de type morphologique (R)SAB(l)0/a dans son atlas des galaxies,.

## Galerie

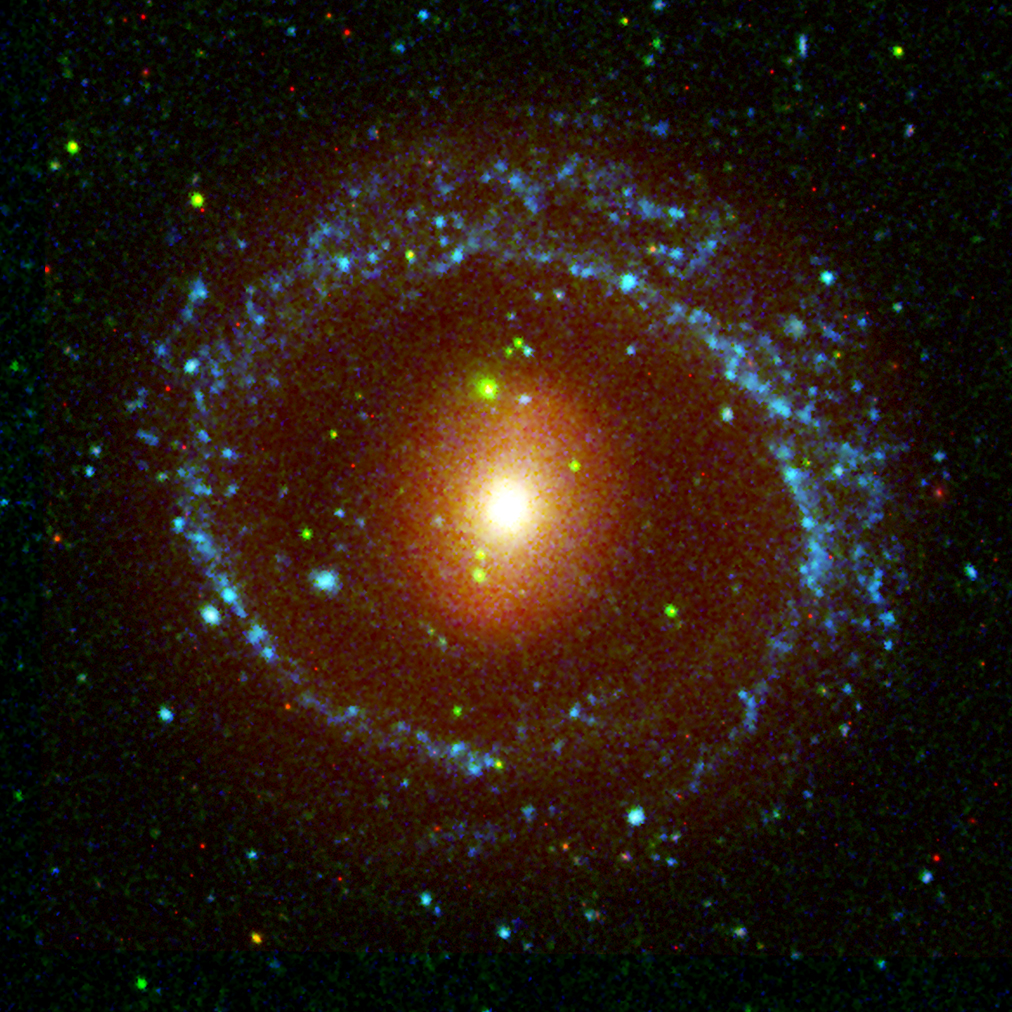
NGC 1291 en ultraviolet par le satellite GALEX.
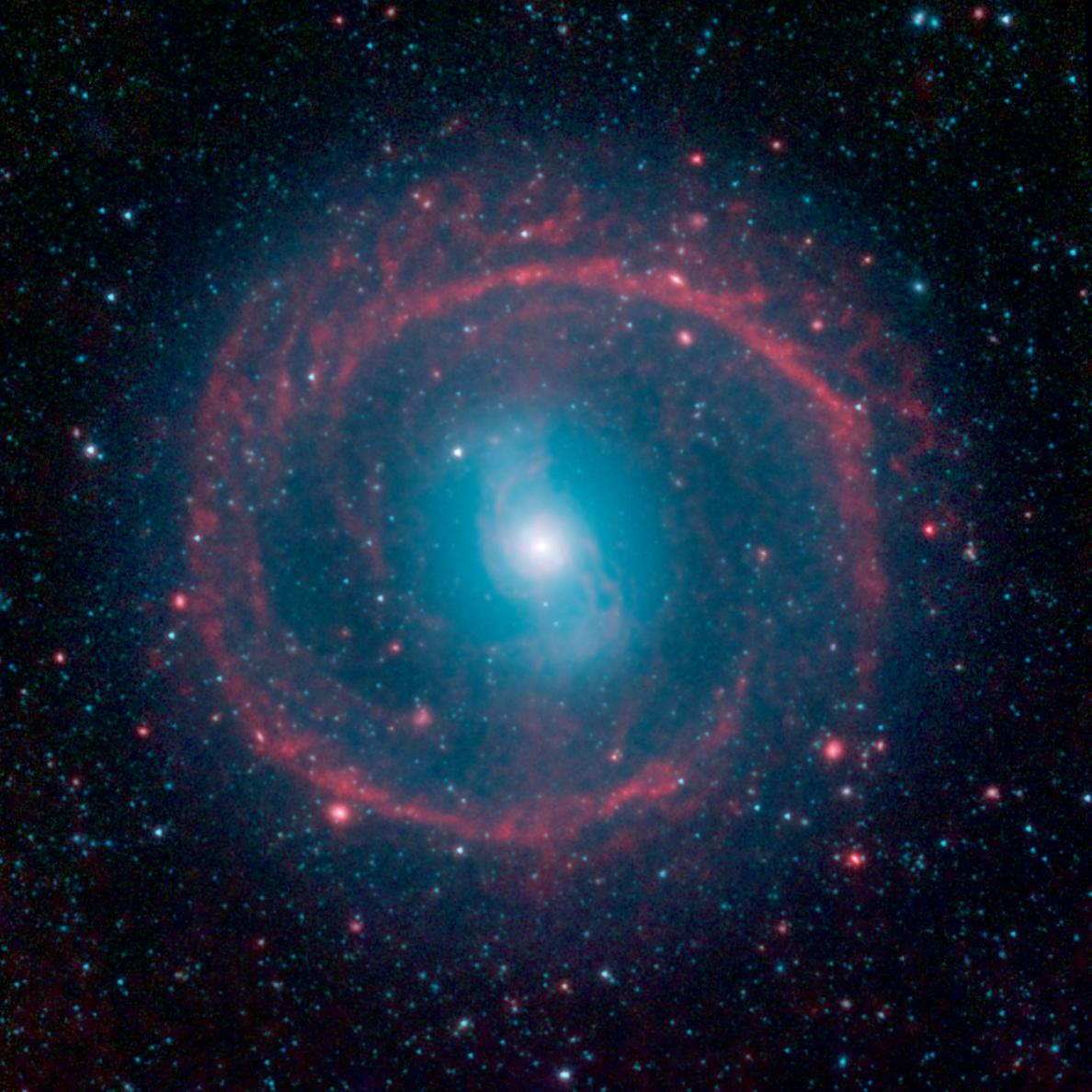
NGC 1291 en infrarouge par le satellite Spitzer.
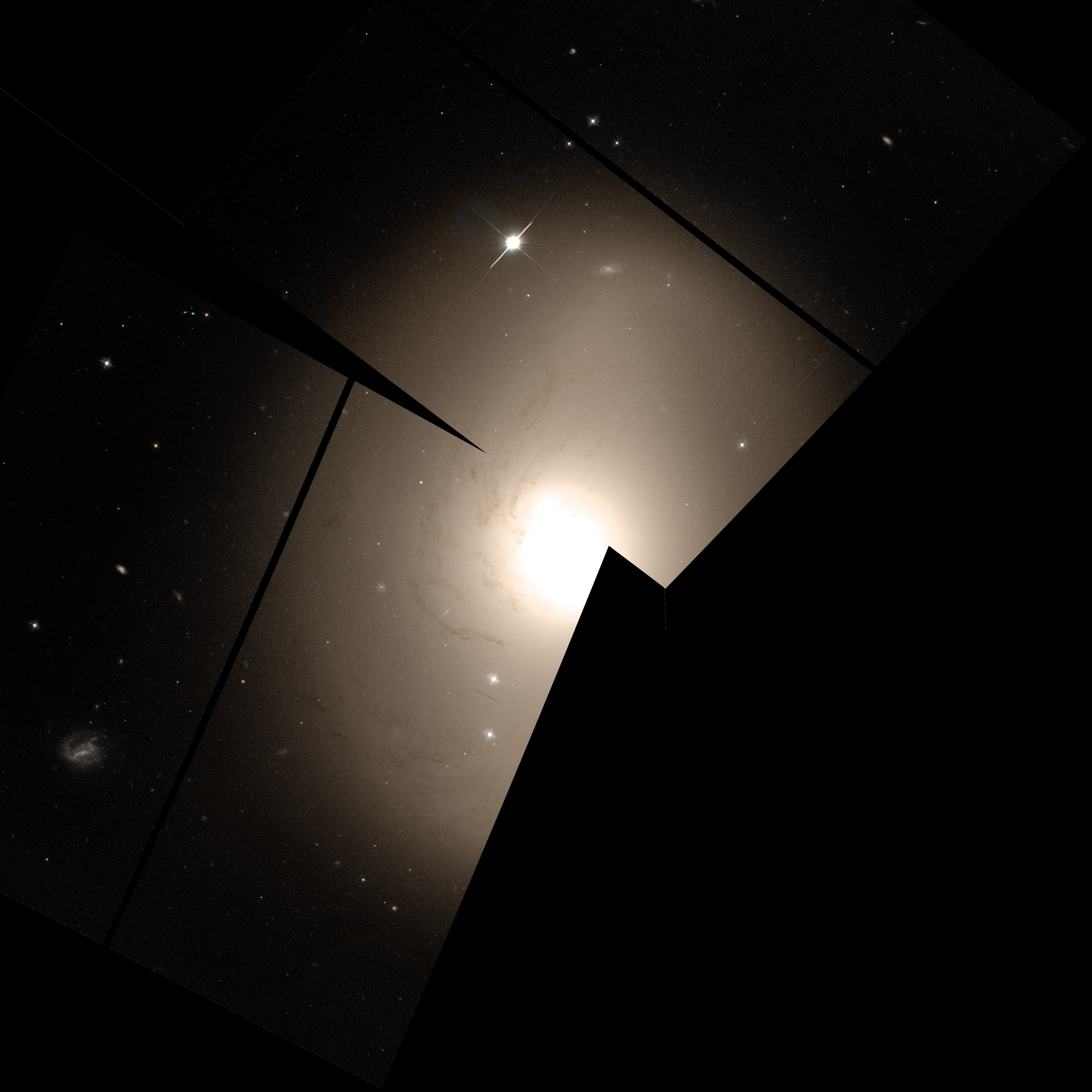
NGC 1291 en lumière visible par le télescope spatial Hubble.